# Тшебеліно
Тшебеліно (пол. Trzebielino) — село в Польщі, у гміні Тшебеліно Битівського повіту Поморського воєводства.
Населення — 968 осіб (2011).
У 1975-1998 роках село належало до Слупського воєводства.

## Демографія
Демографічна структура станом на 31 березня 2011 року:
|          | Загалом | Допрацездатний вік | Працездатний вік | Постпрацездатний вік |
| -------- | ------- | ------------------ | ---------------- | -------------------- |
| Чоловіки | 491     | 99                 | 355              | 37                   |
| Жінки    | 477     | 88                 | 300              | 89                   |
| Разом    | 968     | 187                | 655              | 126                  |